# Masius chrysopterus
El saltarín alidorado (en Ecuador y Venezuela) (Masius chrysopterus), también denominado saltarín de ala dorada (en Perú) (o de alas doradas)  o saltarín moñudo (en Colombia), es una especie de ave paseriforme de la familia Pipridae. Es la única especie del género monotípico Masius. Es nativo de los Andes al noroeste de América del Sur.

## Distribución y hábitat
Se distribuye a lo largo de los Andes, desde el oeste de Venezuela, por las tres cadenas de Colombia, ambas pendientes en Ecuador, hasta el norte del  Perú.
Su hábitat es el sotobosque de selvas montanas tropicales y subtropicales, entre los 1000 y los 2000 m de altitud, más bajo en la pendiente occidental de los Andes y localmente más bajo en el suroeste de Colombia y noroeste de Ecuador.

## Descripción
Mide 11 cm de longitud. El pico es rosado y las patas purpúreas. En la pendiente oriental, el macho es negro con la corona amarilla que se curva sobre el pico, volviéndose anaranjada en la nuca, las plumas laterales de la corona forman como “cuernos”. Pequeño parche en la garganta amarillo. Las plumas de vuelo tienen dorado por dentro que resplandecen cuando en vuelo. En la pendiente occidental, el macho es semejante, pero con las plumas de la nuca como escamadas en pardo rojizo. Los machos son inconfundibles. La hembra es oliva, más pálido por abajo, con una mancha amarillo pálido en el medio de la garganta y alto del pecho que no aparece en ningún otro píprido.

## Comportamiento

### Alimentación
Su dieta consiste de frutas.

### Reproducción
Realizan exhibiciones en leks, en pequeño grupos alrededor de algún leño musgoso o contrafuerte. Se aproximan lentamente, después se agachan con las crestas levantadas y los “cuernos” desplegados, saltando de un lado a otro.

### Vocalización
Emiten un llamado distintivo, como de rana, «nurrt», ocasionalmente y en cualquier lugar.

## Sistemática

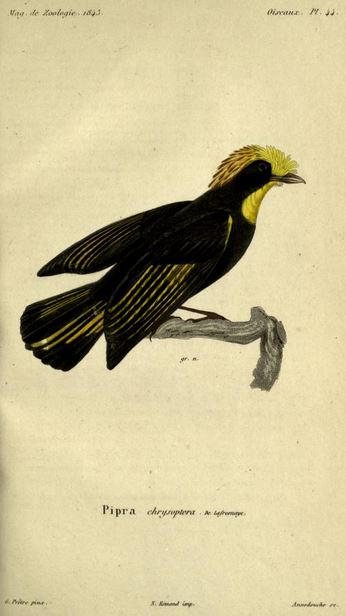
Masius chrysopterus, ilustración de Prêtre, 1843.

### Descripción original
La especie M. chrysopterus fue descrita por primera vez por el ornitólogo francés Frédéric de Lafresnaye en 1843 bajo el nombre científico Pipra chrysoptera; la localidad tipo es «Santa Fe de Bogotá, Colombia».
El género Masius fue descrito por el ornitólogo francés Charles Lucien Bonaparte en 1850.

### Etimología
El nombre genérico masculino «Masius» conmemora al militar italiano Luigi Masi (1814–1872), secretario del príncipe Bonaparte y tutor de sus hijos; y el nombre de la especie «chrysopterus», se compone de las palabras del griego «khrusos» que significa ‘oro’, ‘dorado’  y «pteron» que significa ‘alas’.

### Taxonomía
Los estudios de filogenia molecular de Tello et al (2009) y McKay et al (2010), verificaron la existencia de dos clados bien diferenciados dentro de la familia Pipridae: uno llamado de subfamilia Neopelminae, agrupando a los saltarines más asemejados a atrapamoscas de los géneros Neopelma y Tyranneutes; y los restantes géneros llamados de "saltarines propiamente dichos", incluyendo el presente Masius, en un clado monofilético Piprinae Rafinesque, 1815. Esto fue plenamente confirmado por los amplios estudios de filogenia molecular de los paseriformes subóscinos realizados por Ohlson et al (2013). El Comité de Clasificación de Sudamérica (SACC) adopta esta última división y secuencia linear de los géneros, a partir de la aprobación de la Propuesta N° 591. La clasificación Clements Checklist v.2017, el IOC, y el Comité Brasileño de Registros Ornitológicos (CBRO) adoptan integralmente esta secuencia y división (el CBRO divide en tres subfamilias, siguiendo a Tello et al. (2009)).

### Subespecies
Las diferencias entre las subespecies son aparentes solamente en los machos, y por lo menos algunas de las supuestas variaciones pueden ser individuales más que geográficas; es necesario una revisión.
Según las clasificaciones del Congreso Ornitológico Internacional (IOC) y Clements Checklist/eBird, se reconocen cinco subespecies, con su correspondiente distribución geográfica:
- Masius chrysopterus bellus Hartert & Hellmayr, 1903 - oeste de  Colombia en el lado occidental de los Andes occidentales hacia el este hasta el lado occidental de los Andes centrales.
- Masius chrysopterus pax Meyer de Schauensee, 1952 - lado oriental de los Andes en el sur de Colombia y Ecuador.
- Masius chrysopterus coronulatus Sclater, 1860 - lado occidental de los Andes occidentales en el suroeste de Colombia y oeste de Ecuador.
- Masius chrysopterus chrysopterus (Lafresnaye, 1843) - ambos lados de los Andes en el noroeste de Venezuela y centro de Colombia (cordillera central).
- Masius chrysopterus peruvianus Carriker, 1934 - extremo sur de Ecuador (sur de Zamora-Chinchipe) y norte del Perú (Cajamarca, norte de San Martín).